# Cerkiew Przemienienia Pańskiego w Zasławiu
Cerkiew Przemienienia Pańskiego (biał. Спаса-Праабражэнская царква ў Заслаўі, царква Праабражэння Гасподняга, dawniej: Кальвінскі збор ў Заслаўі) – cerkiew prawosławna w Zasławiu, wcześniej zbór kalwiński i kościół rzymskokatolicki, jedna z lepiej zachowanych na Białorusi renesansowych świątyń obronnych.

## Historia

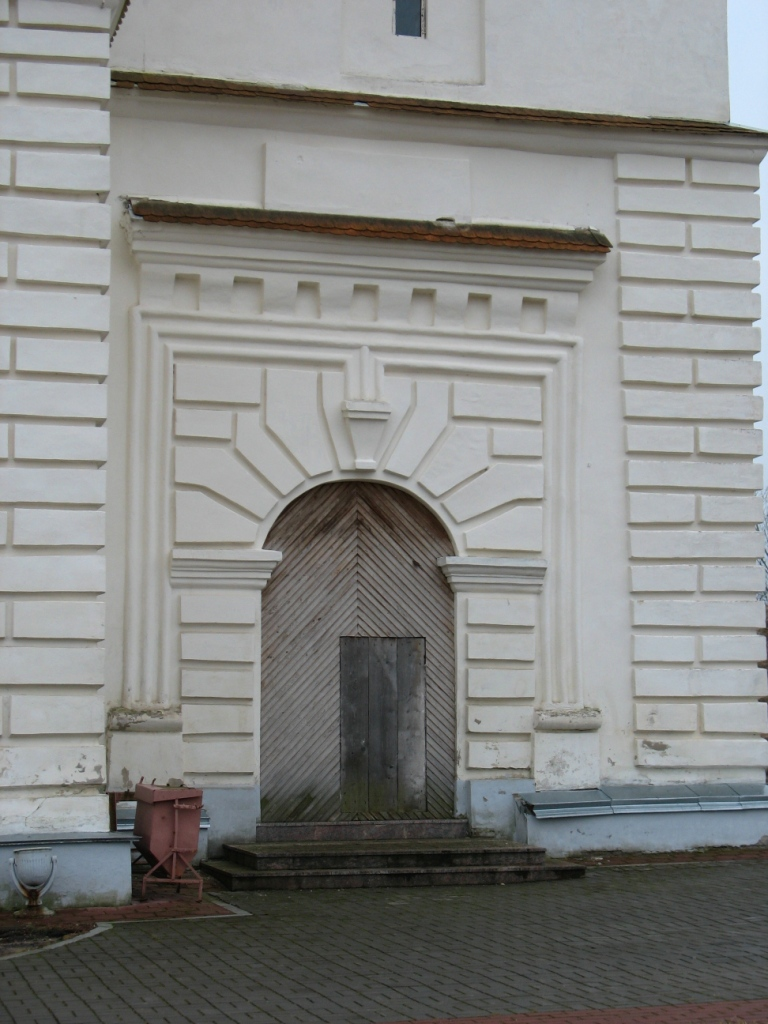
Renesansowy portal

Budowę świątyni rozpoczęto w 1577 z polecenia księcia Jana Hlebowicza na terenie zamku zasławskiego. Przez kilkadziesiąt lat świątynia służyła litewskim ewangelikom reformowanym, dopóki kasztelan wileński Mikołaj Hlebowicz nie przekazał jej katolikom – od tego czasu kościół nosił imię św. Michała Archanioła. 
W II połowie XVII wieku świątynię przebudowano. Po powstaniu listopadowym władze carskie przekazały kościół prawosławnym. Od tego czasu funkcjonował jako cerkiew Przemienienia Pańskiego. W 1865 poddano ją remontowi. W czasach radzieckich świątynia zamknięta. Prawosławni odzyskali ją dopiero w 1990. Około 2000 doszło do próby podpalenia budynku przez lokalnych wandali. 